# برآورد تاریخ زایمان

توزیع سن بارداری در هنگام زایمان در میان نوزادان زنده تک‌قلو، با توجه به زمانی که سن بارداری با سونوگرافی سه‌ماهه اول برآورد می‌شود و به‌طور مستقیم با آخرین دوره قاعدگی. حدود ۸۰ درصد زایمان‌ها بین هفته‌های ۳۷ تا ۴۱ بارداری اتفاق می‌افتد که بر اساس سونوگرافی سه‌ماهه نخست بارداری، فاصله زمانی کمی کمتر است.

برآورد تاریخ زایمان (به انگلیسی: Estimated date of delivery)، همچنین به عنوان تاریخ مورد انتظار زایمان، و تاریخ سررسید برآوردی یا صرفاً سررسید شناخته می‌شود، اصطلاحی است که تاریخ برآوردی زایمان را برای یک زن باردار توصیف می‌کند. بارداری طبیعی بین ۳۸ تا ۴۲ هفته طول می‌کشد. در حدود ۴ درصد مواقع کودکان در موعد مقرر تحویل می‌شوند.